# Relações com investidores
As relações com investidores (RI) são uma responsabilidade de gestão estratégica que é capaz de integrar o cumprimento das leis de finanças, comunicação, marketing e valores mobiliários para permitir a comunicação bidirecional mais eficaz entre uma empresa, a comunidade financeira e outros constituintes, o que, em última análise, contribui para um títulos da empresa alcançando uma avaliação justa. (Adotado pelo conselho de administração do NIRI, março de 2003.) O termo descreve o departamento de uma empresa dedicado a lidar com consultas de acionistas e investidores, bem como de outros que possam estar interessados nas ações ou na estabilidade financeira de uma empresa.

## Estrutura
Normalmente, as relações com investidores são um departamento ou pessoa que se reporta ao diretor financeiro (CFO) ou tesoureiro. Em algumas empresas, as relações com investidores são gerenciadas pelos departamentos de relações públicas ou comunicações corporativas e também podem ser chamadas de "relações públicas financeiras" ou "comunicações financeiras". Em empresas menores, a função de RI é frequentemente terceirizada para firmas independentes de relações com investidores. As relações com investidores são consideradas uma especialidade de relações públicas pelo Departamento do Trabalho dos EUA. 
Muitas empresas maiores de capital aberto agora têm oficiais de RI (IROs) dedicados, que supervisionam a maioria dos aspectos de reuniões de acionistas, conferências de imprensa, reuniões privadas com investidores (conhecidas como briefings "um a um"), seções de relações com investidores dos sites da empresa, e relatórios anuais da empresa. A função de relações com investidores também inclui frequentemente a transmissão de informações relacionadas a valores intangíveis, como a política da empresa sobre governança corporativa ou responsabilidade social corporativa. Recentemente, o campo tendeu a um movimento cada vez mais popular para "dados interativos", e o gerenciamento de arquivamentos de empresas por meio de soluções de streaming de dados, como XBRL ou outras formas de divulgação eletrônica, tornaram-se tópicos predominantes de discussão entre os principais IROs em todo o mundo.
A função de relações com investidores deve estar ciente dos problemas atuais e futuros que uma organização ou emissor pode enfrentar, particularmente aqueles relacionados ao dever fiduciário e ao impacto organizacional. Em particular, deve ser capaz de avaliar os vários padrões de negociação de ações que uma empresa pública pode experimentar, muitas vezes como resultado de uma divulgação pública (ou quaisquer relatórios de pesquisa emitidos por analistas financeiros). O departamento de relações com investidores também deve trabalhar em estreita colaboração com o Secretário Corporativo em questões legais e regulatórias que afetam os acionistas.
Embora a maioria dos IROs se reporte ao diretor financeiro, eles geralmente se reportam ao diretor executivo (CEO) e ao conselho de administração e/ou presidente da corporação. Isso significa que, além de entender e comunicar a estratégia financeira da empresa, eles também são capazes de comunicar a direção estratégica mais ampla da corporação e garantir que a imagem da corporação seja mantida de forma coesa.
O presidente ou CEO da empresa ou corporação teria responsabilidade direta em relacionar a postura geral da empresa diretamente aos acionistas ou investidores.
Devido ao impacto potencial de ações judiciais de responsabilidade judicial concedidas por tribunais e o consequente impacto no preço das ações da empresa, o RI muitas vezes tem um papel na gestão de crises de, por exemplo, downsizing corporativo, mudanças na gestão ou estrutura interna, questões de responsabilidade do produto e desastres industriais.
A organização membro profissional mais conceituada para relações com investidores nos Estados Unidos é o National Investor Relations Institute, ou NIRI. Além de vários seminários e reuniões de desenvolvimento profissional, o NIRI oferece um programa de certificação, o Investor Relations Charter.  No Reino Unido, o órgão reconhecido da indústria é a Investor Relations Society, enquanto no Canadá, a associação profissional é chamada de Instituto Canadian Investor Relations Institute, ou CIRI. A organização profissional da Austrália é conhecida como Australian Investor Relations Association (AIRA), enquanto que, no Brasil, a entidade de mercado é chamada de Instituto Brasileiro de Relações com Investidores (IBRI).